# Włatcy móch
Włatcy móch – polski komediowy serial animowany dla dorosłych emitowany w latach 2006–2011 na antenie TV4 i na platformie Polsat Box Go. Serial stworzyło wrocławskie studio RMG (później pod nazwą Xantus). 
Głównymi bohaterami serialu są czterej uczniowie klasy II B Szkoły Podstawowej im. Batalionu „Zośka” – Czesio, Maślana, Anusiak i Konieczko. Akcja serialu dzieje się głównie we Wrocławiu, wybrane sceny rozegrały się w: Warszawie, Królewcu, Suwałkach oraz Jałcie. Tytuły poszczególnych odcinków serialu celowo zawierają wiele błędów ortograficznych, podobnie jak sam tytuł produkcji (np. odc. 86.: Ódópieni). Dialogi bohaterów zawierają liczne wulgaryzmy (jednak do emisji trafiały również ocenzurowane wersje odcinków – z usuniętymi wulgaryzmami i wymazanymi bardziej drastycznymi scenami). Tytuł serialu nawiązuje do tytułu powieści Władca much angielskiego pisarza Williama Goldinga.
Ze względu na wulgarny język i drastyczne sceny Włatcy móch są często porównywani do amerykańskiego serialu Miasteczko South Park.
W okresie premierowej emisji serialu najchętniej oglądane odcinki przyciągały prawie milionową widownię. Popularność Włatców móch była jednak zdecydowanie większa, gdyż dwa razy tyle osób oglądało serial w Internecie.
Od chwili przedstawienia serialu na festiwalu w Cannes, zaczęły się nim interesować zagraniczne stacje telewizyjne. W 2007 i 2008 zaplanowano emisję Włatców móch poza granicami Polski – media podały informacje, że nadawca finalizuje sprzedaż serialu zagranicznym stacjom telewizyjnym, na początek z Wielkiej Brytanii i Niemiec. Wśród kupców znalazła się też telewizja z Meksyku.

## Produkcja
Pomysłodawcą, autorem, reżyserem, scenarzystą i montażystą serii jest Bartek Kędzierski. Użycza on również głosu jednemu z głównych bohaterów – Czesiowi, a także kilku postaciom drugoplanowym i epizodycznym. Muzykę przygotował zespół Behavior. W czołówce serialu wykorzystano fragment utworu Guantanamo. Za realizację dźwięku było odpowiedzialne Studio Voiceland. Twórcą animacji odcinków 1–66 i 83–101 był Wojciech Wójcik.

## Postacie

### Postacie pierwszoplanowe
Głównymi bohaterami kreskówki są czterej zaprzyjaźnieni ośmiolatkowie z II klasy uczący się w szkole podstawowej im. Batalionu Zośka. Mają bazę, która znajduje się na drzewie i jest zbudowana z kartonu po telewizorze. Bohaterom towarzyszą pani higienistka i wychowawczyni klasy. Głównym zajęciem chłopców są próby zdobycia władzy nad światem oraz uprzykrzanie życia dorosłym.
- Czesio (zwany także Czesławem lub uczniem Czesławem[8]) – zielonkawy zombie, który mieszka na miejskim cmentarzu. Chce zostać piosenkarzem. Lubi śpiewać gorzkie żale, łapać muchy, rozmawiać ze swoim misiem Przekliniakiem oraz bawić się ogniem[2]. Czasami znienacka odpadają mu różne części ciała. Czesio umarł w wyniku zgromadzenia licznych wad wrodzonych i rozwojowych[8]. Ma krzywy kręgosłup, jest opóźniony w rozwoju, cierpi na dysleksję oraz ma problemy z mówieniem[8].
- Konieczko – najmądrzejszy z całej czwórki. Jest małym naukowcem, który marzy o skonstruowaniu broni, która pozwoliłaby mu zawładnąć światem oraz o zostaniu prezesem fundacji Nobla[1][8]. Twierdzi, że jest ateistą (przeżył jednak nawrócenie, przyjął pierwszą komunię, przez chwilę był protestantem, a następnie satanistą[8]). Jego iloraz inteligencji wynosi 153[8]. Ubiera się w za duże spodenki i zbyt krótką koszulkę. Stwierdzono u niego ADHD[8].
- Anusiak – najsilniejszy i najagresywniejszy z całej czwórki. Jest synem działacza związkowego[8]. Lubi nabijać się z innych (najczęściej z Andżeliki i Zajkowskiego). Pragnie zostać działaczem związkowym, a jego związek ma obejmować cały kraj, a następnie świat[8]. Jego rodzice wychowują go w surowy sposób. Ze względu na alergię często pociąga nosem. Boi się wirusów. W jednym z odcinków uratował Zajkowskiego z pożaru[8].
- Maślana – najbogatszy i najsprytniejszy członek grupy, kapitalista i hazardzista. Jest dumnym posiadaczem własnego konta bankowego (które otworzyli mu rodzice na ósme urodziny) i karty bankomatowej[1][2]. Jego iloraz inteligencji wynosi ok. 130[8]. Panicznie boi się Szatana i piekła, często płacze, gdy ktoś go nimi postraszy (mimo strachu był przez chwilę satanistą)[8]. Posiada alter-ego, które pojawia się w lustrze i doradza mu, co zawsze ma fatalne skutki. Często wymiotuje, gdy widzi coś wstrętnego. Jego maskotką jest miś Zębas[8].
- Pani Frał – nauczycielka, wychowawczyni głównych bohaterów. Jest nerwowa, stronnicza, despotyczna, sfrustrowana[2] i czasami arogancka. Bardzo nie lubi głównych bohaterów i z wielkim trudem ich toleruje. Według chłopców jest najstarszą nauczycielką na świecie, przez co wyzywają ją od starych toreb, kaszalotów itd.[8].
- Higienistka – lubi grać bluesowe utwory, ma niski głos[2].
- Andżelika – zarozumiała kujonka, pacyfistka i palaczka. Przyjechała do Polski ze Stanów Zjednoczonych[2].
- Marcel i Pułkownik – zombie-alkoholicy mieszkający na cmentarzu. Są przyjaciółmi Czesia, którym się opiekują. Przebrani często udają jego rodziców podczas wywiadówek[8].

## Obsada głosowa
- Krzysztof Kulesza – Anusiak[9]
- Adam Cywka – Maślana[9]
- Bartosz Kędzierski – Czesio[9]
- Krzysztof Grębski – Higienistka[9]
- Beata Rakowska – Konieczko[9]
- Elżbieta Golińska – Pani Frał[9]

Ponadto w obsadzie znaleźli się również Maciej Czapski, Maciej Tomaszewski i Mariusz Kiljan.

## Nagrody
| Rok  | Ceremonia               | Kategoria   | Wynik             |
| ---- | ----------------------- | ----------- | ----------------- |
| 2008 | Festiwal Dobrego Humoru | Wyróżnienia | Nagroda specjalna |
| 2008 | Świry                   | Serial TV   | Wygrana           |
| 2009 | Świry                   | Serial TV   | Wygrana           |
| 2011 | Niegrzeczni             | Serial TV   | Wygrana           |

## Włatcy móch: One
W 2018 roku zaczęły pojawiać się informacje o powrocie serialu. W marcu 2018 stacja TV4 z okazji 18. urodzin przygotowała spot promocyjny, w którym pojawił się Czesio z misiem Przekliniakiem. 4 stycznia 2019 na Facebooku powstał oficjalny profil serialu. 14 stycznia 2019 na kanale telewizji Polsat na YouTubie pojawił się teledysk z udziałem bohaterów serialu pn. Włatcy móch: One – Dojrzywanie. Pod koniec marca 2020 roku telewizja TV4 z okazji 20. urodzin rozpoczęła emisję spotu reklamowego. W owym spocie wkomponowane są obrazy przedstawiające programy stacji. W 19. sekundzie pojawia obraz przedstawiający Czesia, na którym jest napisane „Włatcy móch One WIELKI POWRÓT NIEDZIELA 20:00” i logo stacji, zaś w 42. sekundzie na budynku widnieje karykatura Czesia.